# 華園食品
華園食品(香港)有限公司（Wah Yuen Food (Hong Kong) Limited，除牌當時為2349.HK），前香港交易所上市公司。
主要從事食品製造、研究和開發、銷售及分銷業務，包括家禽、植物、糖業、海產等。
本公司於1958年創辦，由畢清培先生創立。
本公司於2003年6月25日在香港交易所主板上市，當時是以「華園控股有限公司」。已轉移至中國城市基礎設施集團有限公司至今。

## 外部連結
- 華園食品 （页面存档备份，存于）